# Brazil Maru (Schiff, 1954)
Die Brazil Maru ist ein 1954 in Dienst gestelltes, ehemaliges Kombischiff der japanischen Reederei Osaka Shosen. Das bis 1974 im Liniendienst nach Südamerika eingesetzte Schiff lag nach seiner Ausmusterung als Touristenattraktion in Toba, ehe es 1997 an seinen jetzigen Standort Zhanjiang verkauft wurde. 1998 erfolgte die Eröffnung des Schiffes unter der Bezeichnung Hai Shang Cheng Shi.

## Geschichte
Die Brazil Maru wurde am 27. Oktober 1953 in der Werft von Mitsubishi Heavy Industries in Kōbe auf Kiel gelegt und lief am 6. April 1954 vom Stapel. Nach der Übernahme durch Osaka Shosen am 10. Juli 1954 nahm sie den Liniendienst von Japan über die USA und den Panamakanal nach Kolumbien, Venezuela, Uruguay, Argentinien und Brasilien an. Die Brazil Maru und die größere, 1958 in Dienst gestellte Argentina Maru entstanden als Ersatz für die im Krieg verloren gegangenen Passagierschiffe der Reederei und waren quasi modernisierte Versionen dieser gleichnamigen Einheiten.

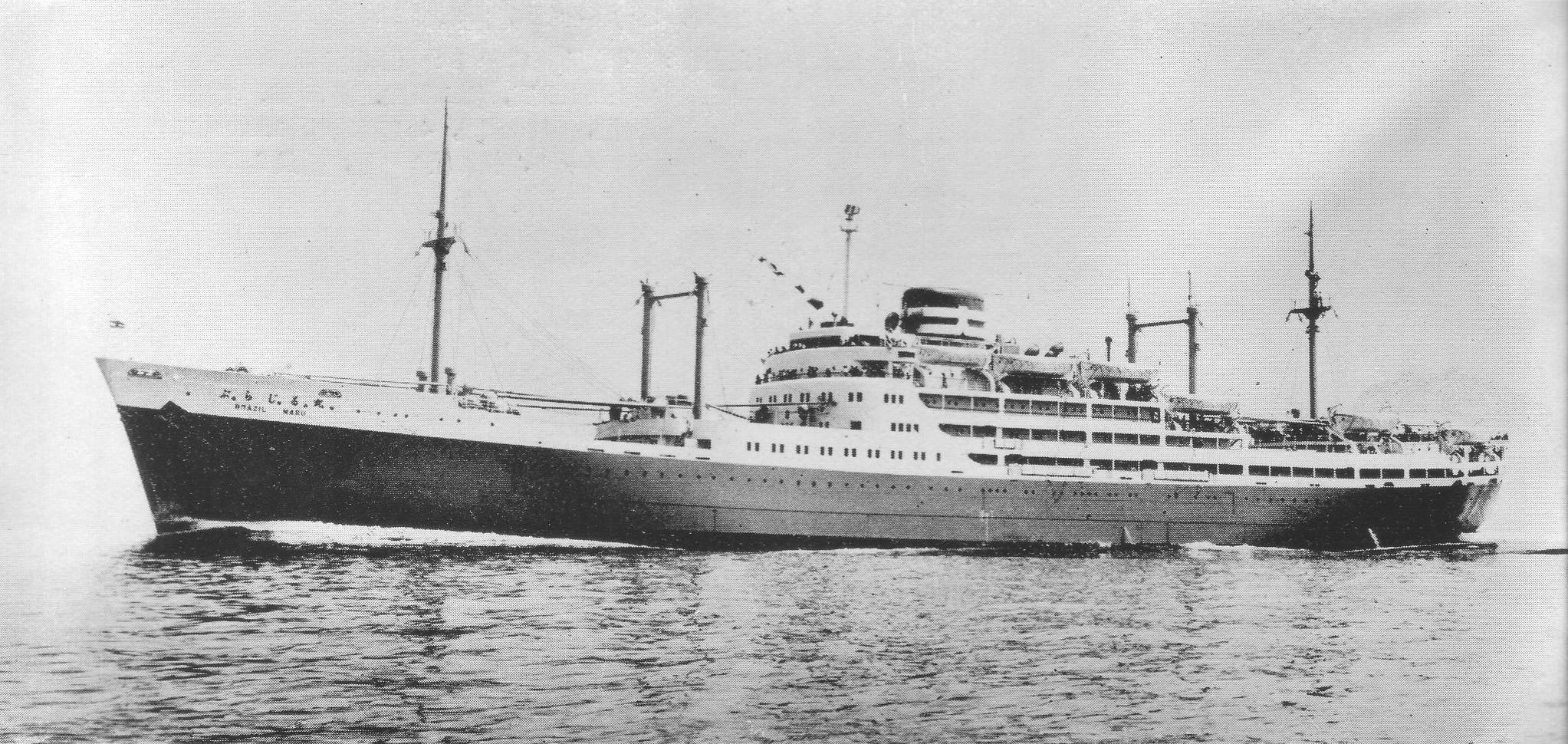
Die Brazil Maru um 1955

Die Brazil Maru wurde vor allem als Auswandererschiff konzipiert und hatte deshalb den Großteil ihrer Passagierkapazität in der Dritten Klasse, während in der kleinen Ersten Klasse lediglich 12 Passagiere reisen konnten. In den 1960er Jahren erhielt das Schiff eine Modernisierung und einen Umbau ihrer Passagierebereiche, um komfortabler zu sein und aufgrund des immer unrentabler werdenden Linienverkehrs auch für Kreuzfahrten eingesetzt zu werden.
Im Februar 1974 wurde die Brazil Maru nach knapp 20 Dienstjahren ausgemustert und nach Toba überführt, wo sie unter dem Namen Toba Brazil Maru als Touristenattraktion im Hafen lag. Dort blieb das Schiff bis zum Januar 1996, ehe sich ein weiterer Betrieb aus finanzieller Sicht nicht mehr lohnte. Das Schicksal der Brazil Maru schien besiegelt: Nach der Einstellung des Betriebs zum 31. Januar 1996 wurde sie zum Abbruch verkauft. Stattdessen ging das Schiff jedoch 1997 in den Besitz des Geschäftsmannes Zhang Huasheng über, der es nach Zhanjiang überführen ließ und dort 1998 als Touristenattraktion namens Hai Shang Cheng Shi mit mehreren Restaurants an Bord eröffnete.
In den darauffolgenden Jahren verschlechterte sich der äußere Zustand der Brazil Maru immer stärker, erst 2018 erfolgten stellenweise Sanierungsarbeiten. 2020 diente das Schiff als Drehort für Teile der chinesischen Fernsehserie The Bad Kids.